# Benjamin L. Ebert
Benjamin Levine Ebert (* 1970 in Boston, Massachusetts) ist ein US-amerikanischer Hämatologe an der Harvard Medical School und weiteren Institutionen.
Ebert ist vor allem für seine Arbeiten zur Entstehung hämatologischer Neoplasien (darunter des Myelodysplastischen Syndroms) und zur Erforschung der Wirkung der Substanz Lenalidomid insbesondere zur Behandlung des Multiplen Myeloms bekannt. Laut Datenbank Scopus hat Ebert (Stand Juli 2021) einen h-Index von 79.

## Leben
Ebert erwarb 1992 am Williams College einen Bachelor in Chemie und Mathematik, 1995 bei Peter Ratcliffe an der Oxford University einen Ph.D. in Molekularbiologie und 1999 an der Harvard Medical School einen M.D. als Abschluss des Medizinstudiums. Seine Ausbildung in Innerer Medizin und in Hämatologie und Onkologie absolvierte er am Massachusetts General Hospital und dem Dana-Farber Cancer Institute. Als Postdoktorand arbeitete er bei Todd R. Golub am Broad Institute von Massachusetts Institute of Technology und Harvard University.
Berufliche Positionen verbinden Benjamin L. Ebert heute (Stand 2021) mit der Harvard Medical School (Professur für Innere Medizin), dem Dana-Farber Cancer Institute (Lehrstuhl für Medizinische Onkologie), dem Dana-Farber/Harvard Cancer Center, dem Brigham and Women’s Hospital, dem Broad Institute und dem Harvard Stem Cell Institute. Seit 2018 forscht er zusätzlich für das Howard Hughes Medical Institute (HHMI).

## Auszeichnungen (Auswahl)
- 2017 William Dameshek Prize der American Society of Hematology
- 2018 gewähltes Mitglied der National Academy of Medicine
- 2018/19 Präsident der American Society for Clinical Investigation[8]
- 2019 Meyenburg-Preis[9] der Meyenburg-Stiftung
- 2021 Stanley J. Korsmeyer Award[10][11] der American Society for Clinical Investigation
- 2021 Sjöberg Prize[12] von Sjöberg-Stiftung und Königlich Schwedischer Akademie der Wissenschaften
- 2023 Mitglied der American Academy of Arts and Sciences